# Escola Secundária Francisco Manyanga
A Escola Secundária Francisco Manyanga (ESFM) é uma escola secundária moçambicana sediada na capital Maputo.
A escola homenageia a Francisco Manyanga, um grande comandante de campo da luta de libertação moçambicana.

## Histórico
O percurso da Escola Secundária Francisco Manyanga começou por meio do Decreto 39824, de 21 de Setembro de 1954, do Ministério do Ultramar, que criava um um liceu de frequência mista em Lourenço Marques (atual Maputo). Em 30 de junho de 1955, por meio da Portaria 15436, do Ministério do Ultramar, a instituição recebe o nome de Liceu António Enes.
As primeiras instalações do Liceu António Enes foram em frente ao Jardim 28 de Maio na Av 24 de Julho, esquina com a Av João de Deus, ao lado do Edifício Aga Khan, num andar alugado ao Clube 1º de Maio.
O edifício próprio do Liceu António Enes foi concluído em 1961 e inaugurado em 1962. Os trabalhos duraram quatro anos e foram acompanhados pelo arquitecto Fernando Mesquita das Obras Públicas.
No ano seguinte da conquista da independência, em 1976, vê o seu nome mudado para Escola Secundária  Francisco Manyanga,em homenagem a ex-guerrilheiro da Frente de Libertação de Moçambique (Frelimo).
Em 2015 a Escola enfrentou problemas em massa nos exames finais, tendo, no ano referido, tido 85% de seus alunos que prestaram os exames ficado reprovados